# Machesney Park
Machesney Park ist eine Gemeinde in Winnebago County im Norden des US-amerikanischen Bundesstaates Illinois. Machesney Park wurde 1981 gegründet und hatte im Jahr 2000 eine Zahl von 20.759 Einwohnern. Bis 2010 hat sich die Zahl auf 23.499 erhöht. Das U.S. Census Bureau hat bei der Volkszählung 2020 eine Einwohnerzahl von 22.950 ermittelt.
Machesney Park ist Bestandteil der Metropolregion Rockford.

## Geografie
Machesney Park liegt am Ostufer des Rock Rivers, nördlich von Loves Park im Norden des Bundesstaates Illinois auf 42°21′18″ nördlicher Breite und 89°2′27 westlicher Länge. Das Dorf erstreckt sich auf einer Fläche von 32,1 km² (12,4 mi²) von denen etwa 81 km² (31,1 mi²) Land und 1,0 km² (0,4 mi²) Wasser sind.
Im Westen des Ortes verläuft die Illinois State Route 251 sowie im Norden die State Route 173.

## Demografische Daten
Bei der offiziellen Volkszählung aus dem Jahre 2010 wurde eine Einwohnerzahl von 23.499
Menschen in 9.351 Haushalten ermittelt. Die Einwohnerdichte lag bei 190,1 Menschen pro km² (758/mi²). Es gibt ziemlich genau die gleiche Anzahl an Frauen wie an Männern, 24,3 % der Bevölkerung waren unter 18 Jahren alt. In der Gruppe der über 18-jährigen kam die größte Gruppe, mit 22,83 % aus der von 35 - 49.
Die Bevölkerung bestand zu 91,47 % aus Weißen, 2,83 % aus Afroamerikanern, 0,24 % aus Indianern, 1,55 % aus Asiaten, 0,03 % aus Australiern und 1,63 % anderen Gruppen. Etwa 2,25 % gaben an aus mindestens zwei dieser Gruppen abzustammen, wobei Hispanics 4,99 % der Bevölkerung ausmachten.
Das durchschnittliche Einkommen lag bei der Volkszählung von 2000 bei 48.315 US-Dollar, bei Familien bei 53.788 USD. Das Einkommen von etwa 3,2 % aller Familien und 5,3 % der Gesamtbevölkerung lagen unter der Armutsgrenze.

## Geschichte
Der Name Machesney Park hat seine Wurzeln im Machesney Airport der 1927 von Fred Machesney gegründet wurde. Dieser war, bis der Greater Rockford Airport/Chicago Rockford International Airport 1950 gebaut wurde, der zentrale Flughafen der Rockford Region. An dieser Stelle befindet sich heute die Machesney Mall.
In einer Volksabstimmung wurde 1981 Machesney Parks Unabhängigkeit von Loves Park bestimmt.

## Bildung
Machesney Park ist das Zuhause der Harlem High School, die Teil des Harlem School District 122 ist. Dieser District stellt die Schulen für die Gemeinden Machesney Park, Loves Park und das südliche Roscoe.